# Schirnhofer (Unternehmen)
Schirnhofer ist ein österreichischer Fleisch- und Wursthersteller. Der Sitz der Schirnhofer Familien Holding befindet sich in Kaindorf in der Steiermark.

## Unternehmen
Die Schirnhofer Gruppe erwirtschaftete im Jahr 2008 mit etwa 1.500 Mitarbeitern einen Umsatz von 108 Millionen Euro. Bekannt ist Schirnhofer mit der Marke Schirnhofer selbst. Unter diesem Namen betrieb das Unternehmen von 1997 bis 2014 in ungefähr 245 Filialen der Zielpunkt-Supermarktkette die Feinkostabteilungen als Shop in shop. Neben den Exporten nach Georgien und Deutschland wird noch die Reederei Crystal Cruises auf ihren Kreuzfahrtschiffen beliefert. In der Unternehmenszentrale in Kaindorf werden auch regelmäßig Führungen für jedermann durchgeführt, bei denen man Einblicke in die Produktion erhält.

## Unternehmensgeschichte
Das Unternehmen wurde 1926 in Kaindorf als Fleischereibetrieb von Josef Schirnhofer gegründet, dessen Gattin den Betrieb bis nach dem Zweiten Weltkrieg führte. Sein Sohn Karl Schirnhofer betrieb ab 1957 den Vieh- und Fleischhandel und übernahm die Firma im Jahr 1966. Unter seiner Führung wurde aus der Fleischerei ein Großbetrieb. Im Jahr 1978 wurde die Schirnhofer GmbH gegründet, 1981 wurde die übernommene Fleischerei Tödtling in einen Schlacht- und Zerlegebetrieb umgebaut.
Im Jahr 1981 trat Karl Schirnhofer jun. in das Unternehmen ein. In den Jahren 1990 und 1991 wurde eine neue Betriebsstätte außerhalb von Kaindorf errichtet. Im Jahr 1992 übernahm Karl Schirnhofer jun. das elterliche Unternehmen. Seit 1997 arbeitet Schirnhofer mit Zielpunkt zusammen. 1999 wurde in Großsteinbach, ebenfalls in der Steiermark, der Schlachthof Prettenhofer übernommen, der nach eigener Aussage einer der „hygienischsten und tiergerechtesten“ Schlachthöfe Österreichs ist.
Im Jahr 2008 beteiligte sich Schirnhofer an der Aibler Fleisch- und Wurstwaren Produktions GmbH in Oberwaltersdorf und an der W. Blasko Convenience Fertiggerichte GmbH in Bruck an der Mur. Komplett übernommen wurde die Weiss Fleischveredelung GmbH in Leoben. Für eine bessere Verwaltung der Beteiligungen wurde die Schirnhofer Familien Unternehmen Holding GmbH gegründet. Im Jahr 2011 wechselte Karl Schirnhofer in den Aufsichtsrat. Im Jahr 2014 übernahm Karl Schirnhofer wieder die operative Geschäftsführung. Ende November kündigte das Unternehmen an, dass es auf Grund der Zielpunktpleite ebenfalls Insolvenz anmelden muss. So meldete er in Graz am 1. Dezember 2015 ein Sanierungsverfahren ohne Eigenverwaltung an.
Durch die Zielpunktpleite sind aber nicht nur die aktuellen etwa 70 Mitarbeiter bei Schirnhofer selbst betroffen, sondern auch etwa 800 Mitarbeiter, die von Zielpunkt übernommen wurden. Auch für zahlreiche Lieferanten hat es direkte Auswirkungen, so wurden von den Landwirten, die unter der Marke ALMO lieferten, die Schlachtungen eingestellt. Ende Jänner gab der Masseverwalter bekannt, dass das Unternehmen vorläufig weitergeführt werde. Am 11. Februar 2016 haben rund 50 Gläubiger, bei rund 25 Mio. € Passiva, den Sanierungsplan mit einer Zahlungsquote von 30 % akzeptiert, sodass der Betrieb (ohne Eigenverwaltung) fortgesetzt wird. Von zuvor 270 Mitarbeitern werden 200 und 30 Leiharbeiter weiter beschäftigt sein.
Zu Beginn des Jahres 2022 wirft Schirnhofer seinem Kunden Rewe in einem Brief erpresserische Methoden vor und setze ihn bei Fleischpreisen unter Druck um ihm ein Fleischsegment wegzunehmen. Gleichzeitig will er Lieferungen an Billa und Billa Plus seines Ochsenfleisches einstellen.